# Carmine Galante
Carmine Galante alias « Lilo » ou « Cigare », car il est rarement vu sans un cigare aux lèvres, né le 21 février 1910 à Harlem (New York), et mort le 12 juillet 1979 est un mafieux américain. Il était le parrain de la famille Bonanno. Il fut d'abord le consigliere (conseiller) de Joseph Bonanno jusqu'en 1964.

## Jeunesse et vie de famille
Camillo Carmine Galante est né le 21 février 1910 dans le quartier d'East Harlem à Manhattan. Ses parents, Vincenzo "James" Galante et Vincenza Russo, ont immigré à New-York en 1906 de Castellammare del Golfo, en Sicile, où Vincenzo était un pêcheur.
Carmine Galante a deux frères, Samuel et Peter Galante et deux sœurs, Josephine et Angelina Galante. Carmine Galante est marié à Helen Marulli avec qui il a eu trois enfants James Galante, Camille Galante et Angela Galante. Durant les 20 dernières années de sa vie, Carmine Galante vivait en vérité avec Ann Acquavella ; le couple a eu deux enfants ensemble. Il est l'oncle du capo de la famille Bonanno, James Carmine Galante.
Il mesure 1,68 m et pèse 72 kilos. Alors qu'il est en prison en 1931, les médecins lui diagnostiquent une personnalité psychopathologique.

## Carrière criminelle
À l'âge de 12 ans, il est envoyé à l'École Spéciale de Brooklyn réservé aux étudiants délinquants à cause d'un viol et de la mort d'une femme juive de 75 ans avec l'aide de deux voyous. Faute de preuves matérielles, il n'y fait que deux ans puis il est rejeté à la rue. Peu après, il passe d'un gang de rue de délinquants juvéniles de la 14e rue "Les rats d'égouts", puis, il en forme une autre dans le Lower East Side à New-York "Les briseurs de chaînes". À l'âge de 15 ans, il est renvoyé de l'école en ayant atteint le 7e Grade (l'équivalent de la quatrième en France ou du secondaire 1 au Québec). Adolescent, il est un associé de la mafia durant la prohibition, devenant un homme de main d'importance à la fin de la décennie. Durant cette période, il devient un trieur de poisson et il est vendeur dans un magasin de fleurs artificielles.
En 1953, Joseph Bonanno envoie Galante à Montréal se charger de la filière locale de la famille Bonnano, de là il travaille avec Vincent Cotroni de la famille Cotroni. Ils prennent part au trafic international d'héroïne connu sous le nom de French Connection. Les Bonanno importent d'énorme quantité d'héroïne via Montréal, puis l'envoie aux États-Unis. La police estime que Galante récolte les profits des paris clandestins pour un montant annuel d'environ 50 millions $. En avril 1956, du fait d'une activité trop important dans le racket, le gouvernement canadien l'expulse vers les États-Unis.
Entre 1962 et 1972, il séjourne en prison pour avoir trempé dans un trafic de drogue, un domaine qu'il découvre lors du célèbre sommet de Palerme en 1957 (réunion au cours de laquelle ont été tracées les grandes lignes de l'organisation du trafic d'héroïne entre l'Europe et les États-Unis). Il est de facto le parrain de la famille Bonanno de 1974 à 1979, alors que le parrain en titre, Phillip Rastelli, est en prison.
Durant la fin des années 1970, il est suspecté d'avoir fait assassiner au moins huit membres de la famille Gambino en cherchant à prendre le contrôle total du marché de la drogue à New York. Il est aussi célèbre pour avoir été le premier gangster italo-américain à avoir « importé » des mafieux siciliens au sein de sa famille, dont Cesare Bonventre et Baldo Amato qui lui servirent de gardes du corps avant de se retourner contre lui. Surnommés les « Zips » ou « Gypsies » par les mafieux new-yorkais qui se moquent de leur style vestimentaire et de leur façon de parler, ils vont accentuer la haine grandissante que la Commission a envers Galante. Et son emprise quasi totale sur le trafic de stupéfiants va définitivement sceller son sort : pour éviter une guerre interne aux familles new-yorkaises, Carmine Galante doit disparaître.

## Assassinat
Galante est assassiné dans un restaurant italo-américain de Brooklyn, dont le gérant est son cousin, le 12 juillet 1979. Alphonse Indelicato a engagé Anthony Indelicato, Dominick Trinchera, Dominic Napolitano et Louis Giongetti. Ses gardes du corps Baldo Amato et Cesare Bonventre, ses Zips, se sont enfuis au moment de l'assassinat. Les commanditaires n'ont pas été découverts. Il est possible qu'il s'agisse de Phillip Rastelli ou d'une décision commune des quatre chefs des cinq familles de New York, inquiets de l'ambition de Galante. Cependant, le dernier chef en date de la famille Bonanno n'était pas Joseph mais bien son fils Bill Bonanno (Salvator Vincent Bonanno de son vrai nom), décédé d'une attaque cardiaque le 1er janvier 2008 à Tucson en Arizona, il laissa cependant un livre en guise de testament vérité sur l'histoire de Cosa Nostra New-Yorkaise (Le testament du dernier parrain), livre édité par son ami, le célèbre avocat Gary B. Abromovitz, dans lequel on apprend entre autres que l'assassinat de Carmine Galante a été commandité par son père, à l'époque chef de la famille, Joseph Bonanno, arrêt de mort décrété contre Carmine Galante car ce dernier vendait de l'héroïne alors que dans la famille Bonanno tout membre de la famille approchant de près ou de loin ce commerce était inévitablement condamné à mort.